# Уайт, Лайонел
Лайонел Уайт (англ. Lionel White; 9 июля 1905, Нью-Йорк  — 26 декабря 1985, Ашвилл) — американский журналист и автор детективных романов в жанре нуар, которые были неоднократно экранизированы. Начинал свою карьеру как криминальный репортёр, а романы стал писать в 1950 году. Он написал более 35 книг, переведённых на целый ряд языков мира.